# Pichilingue
Pichilingue är en ort i Mexiko.   Den ligger i kommunen Mazatlán och delstaten Sinaloa, i den centrala delen av landet, 800 km nordväst om huvudstaden Mexico City. Pichilingue ligger 80 meter över havet och antalet invånare är 219.
Terrängen runt Pichilingue är platt åt sydväst, men åt nordost är den kuperad. Pichilingue ligger nere i en dal. Runt Pichilingue är det glesbefolkat, med 13 invånare per kvadratkilometer. Närmaste större samhälle är Siqueros, 12,6 km söder om Pichilingue. I omgivningarna runt Pichilingue växer i huvudsak lövfällande lövskog.